# Brachypodium perrieri
Brachypodium perrieri är en gräsart som beskrevs av Aimée Antoinette Camus. Brachypodium perrieri ingår i släktet skaftingar, och familjen gräs.
Artens utbredningsområde är Madagaskar. Inga underarter finns listade i Catalogue of Life.